# منحنى هجلستروم

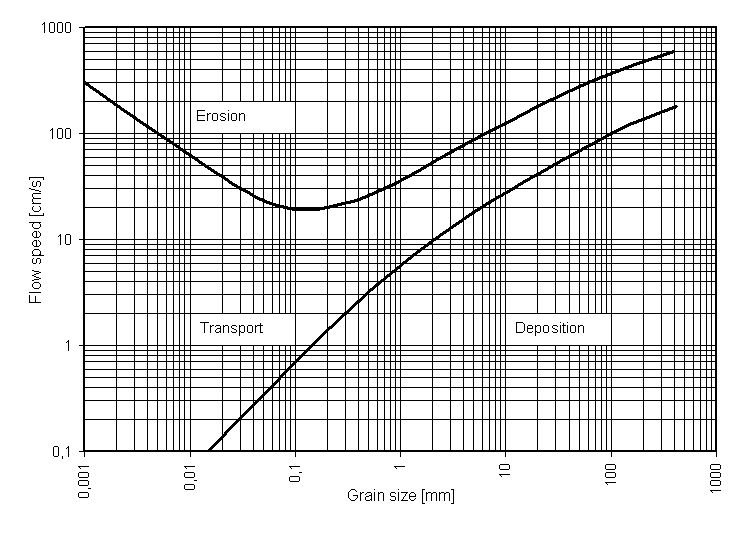
منحنى هجلسترومسُمي

منحنى هجلستروم بهذا الاسم نسبةً إلى فيليب هجلستروم (Filip Hjulström) (1902-1982)، وهذا المنحنى عبارة عن الرسم البياني الذي يستخدمه علماء الهيدرولوجيا لتحديد إمكانية حدوث تآكل للنهر أو معرفة عملية النقل أو الرواسب التي تتكون به. وتم نشر هذا المنحنى الأصلي للمرة الأولى في رسالة الدكتوراه التي قام بها فليب تحت عنوان «نهر فيريس» في عام 1935. ويتناول هذا الرسم البياني للنهر حجم الجسيمات الراسبة به وكذلك سرعة المياه.
ويوضح المنحنى العلوي بشكل دقيق سرعة تآكل النهر سم/ساعة، ويمثل هذا عاملاً مهمًا في قياس حجم الجسيمات الراسبة بالملم، بينما يوضح المنحنى السفلي سرعة ترسيب الجسيمات التي تمثل عاملاً مهمًا في حجم الجسيمات. مع ملاحظة أن المحاور هي عبارة عن لوغاريتمات.
يوضح المخطط العديد من المفاهيم الأساسية حول العلاقات بين تآكل النهر، والنقل، والرواسب. وفيما يتعلق بحجم الجسيمات حيث إن عملية الاحتكاك هي عبارة عن القوة المهيمنة التي تعمل على الحماية من التآكل، تتابع المنحنيات بشكل متلاحق ومتقارب كل منحنى خلاف الآخر وتزداد السرعة المطلوبة مع حجم الجسيمات. ومن ناحية أخرى، وبالنسبة للرواسب المتماسكة، وهي غالبًا ما تكون عبارة عن صلصال أو طمي، فإن سرعة التعرية تزداد مع صغر حجم الحبيبات، بينما تكون قوى التماسك أكثر أهمية عندما تكون الجسيمات أصغر. وعلى الجانب الآخر فإن السرعة الخطرة للترسيب تعتمد على السرعة الختامية، وتقل هذه السرعة مع انخفاض حجم الحبيبات. ويوضح منحنى هجلستروم أن الجسيمات الرملية التي يبلغ حجمها 0.1 مم تقريبًا تتطلب أقل سرعة للتيار لتحدث عملية التآكل.
لقد قام بتمديد هذا المنحنى في عام 1956 التلميذ هجلستروم وبمساعدة أستاذه الدكتور آك سنبورج (Åke Sundborg). ولقد قام بالتطوير والتحسين بشكل ملحوظ لمستوى التفاصيل في الجزء الخاص بالتماسك في المخطط، وأضاف خطوطًا أخرى للأنظمة المختلفة من النقل. ولقد أطلق على هذه النتيجة اسم مخطط سنبورج أو مخطط هجلستروم وسنبورج (Hjulström-Sundborg Diagram)، وتم هذا الأمر في المواد الأكاديمية.